# Sentimento antigeorgiano
O sentimento antigeorgiano, também conhecido como kartvelofobia, refere-se à aversão, ódio ou perseguição aos georgianos, ao país da Geórgia e à cultura da Geórgia.

## Armênia e Azerbaijão
De acordo com uma sondagem de julho de 2007, realizada na Armênia, a Geórgia era vista como uma ameaça política e econômica para 12% dos entrevistados, enquanto 9% consideravam-na como uma nação importante para a parceria internacional da Armênia. Uma outra pesquisa, de 2012, mostrava que a maioria dos entrevistados era contrários a casamentos entre mulheres armênias e homens georgianos (70% de desaprovação e 29% de aprovação). Em contraste, a maioria dos armênios aprovavam a ideia de manter relações comerciais com os georgianos (67% de aprovação e 31% de desaprovação).
No Azerbaijão, a mesma pesquisa de 2012 foi realizada. Conforme esta, 94% dos entrevistados eram contrários a casamentos entre mulheres azeris e homens georgianos, com apenas 5% colocando-se como favoráveis e 1% não tendo opinião sobre o assunto. Quando se trata de relações comerciais, 78% dos entrevistados no Azerbajão são favoráveis ao comércio entre seu país e a Geórgia, 20% desaprovam e 2% não tem opinião sobre o assunto.

## Irão
Uma estátua com a palavra Alá feita por georgianos iranianos com letras do alfabeto georgiano mkhedruli iria ser instalada em uma praça em Fereydunshahr, no Irã. Na primeira tentativa de instalação, a estátua não foi instalada por causa da oposição dos luros. 120 dias mais tarde, foi instalada, mas apenas por algumas horas durante a noite, em seguida, foi derrubada e levada para fora da cidade.

## Rússia
De acordo com a organização não governamental (ONG) russa de defesa dos direitos humanos Memorial, desde 2006 os cidadãos da Geórgia ou apenas étnicos georgianos estão sujeitos a maiores verificações de observância do regime de permanência na Rússia, para possível deportação em casos de imigrantes ilegais. A atmosfera de medo para os georgianos na Rússia foi apoiada por uma grande quantidade de materiais antigeorgianos na mídia de massa, e foi especialmente intensificada durante e após a Guerra Russo-Georgiana de 2008. Nos meses seguintes à guerra, a discriminação contra os moradores da Geórgia na Rússia estava em alta. Svante Cornell e S. Frederick Starr descreveram a situação da seguinte forma:
| “ | Policiais, fiscais e outras equipes de inspeção foram enviados para os cafés, restaurantes, hotéis, centros de entretenimento e outras empresas pertencentes a georgianos na Rússia. Programas de apresentações culturais georgianos foram cancelados. Os motoristas de táxi foram incentivados a solicitar a identificação de seus passageiros e recusar o serviço, caso fossem sejam georgianos. E uma campanha massiva e propaganda antigeorgiana se desenrolou na mídia russa. | ” |

No início de outubro de 2008, a "campanha antigeorgiana tinha se transformado, em grande escala, numa caça às bruxas". Sanções contra a Geórgia foram aprovadas pela Duma Federal, enquanto que os vistos para os cidadãos da Geórgia foram encurtados pela metade. Temur Iakobashvili, ministro de Estado da Georgia para a Reintegração, acusou a Rússia de apoiar financeiramente uma campanha antigeorgiana na mídia ocidental. Após a mudança de presidência na Geórgia, em 2012–2013, a Rússia suspendeu seus embargos anteriores sobre vinhos e água mineral produzidos na Geórgia.
A palavra Грызуны ('grizuny'; que significa literalmente "roedores", um trocadilho com a palavra russa "gruziny") é uma ofensa étnica russa para os georgianos. Um dos que usaram essa palavra para se referir ao povo do país vizinho foi Alexei Navalny, um ativista político russo. Em 2008, durante a guerra russo-georgiana, Navalny chamou repetidamente georgianos de "grizuny", sendo amplamente criticado na mídia ocidental. Em resposta às críticas, em 2013, Navalny disse que se arrependia de ter chamado georgianos de "gruziny" (roedores).
Em 2012, o então primeiro-ministro Vladimir Putin, em um jantar com jornalistas, disse que Boris Akunin, que é um dos escritores de ficção popular mais prestigiados da Rússia, apoia a oposição russa apenas porque "ele é um georgiano étnico". Além disso, os filmes russos Olympus Inferno e August Eighth expressam sentimentos antigeorgianos.